# Lamberto Montaperto
Lamberto Montaperto (XIII secolo – poco prima del 1296) fu signore di Raffadali.

## Biografia
Lamberto Montaperto era figlio di Gaspare Montaperto e di Petronilla Opezzinga.
Nel 1268 il cugino Giacomo Lupino gli fece dono di due casali, Cometi e Corumburgi. Nello stesso anno prese parte alla sollevazione contro gli angioni. Per la sua partecipazione alla rivolta i casali precedentemente ricevuti gli furono confiscati.
Nel 1283 re Pietro I di Sicilia lo pose tra gli equites. Nel 1289 acquisì da Bommartino di Agrigento il casale di Rahalfadali. Nel 1295 è signore del feudo di Caltasuldemi.
Sposò Costanza di Lauria, sorella di Ruggiero di Lauria, ammiraglio, dalla quale ebbe due figli, Bartolomeo, detto Bartuccio, e Marchisia.
Nell'inventario redatto da Ruggiero di Lauria, suo procuratore testamentario, sono riportati i seguenti possedimenti, di cui non è sempre certa la natura burgensatica o feudale: Bigiru, Boagini, Burgio, Sicarum, Caltasuldemi, Camemi, Corumbuteri, metà Chumeti, Rahalfadali, Guastanella, Sinaci, Budermi, Iancassi, Rahalturchi, San Lorenzo, Durulberi, Haynchucaffi, Chalue, Gruttaleoni, Garalici, Mintinelli, Medici, Vigini.